# Podgoršek
Podgoršek je priimek v Sloveniji, ki ga je po podatkih Statističnega urada Republike Slovenije na dan 1. januarja 2024 uporabljalo 1007 oseb in je 164. najpogostejši priimek v Sloveniji. Največ ljudi s tem priimkom, 304, živi v Osrednjeslovenski statistični regiji, po pogostnosti pa je priimek s 64. mestom najvišje uvrščen v Savinjski statistični regiji, kjer živi 286 ljudi s tem priimkom.  

## Znani nosilci priimka
- Aleksandra Podgoršek, ritmična gimnastičarka
- Anton Podgoršek (1867 - 1942?), misijonar v Ameriki
- Bojan Podgoršek, dr. prava, odvetnik, notar?
- Borut Podgoršek, dipl. inž. strojništva – smer letalstvo, avtor knjig o letalcih
- Dejan Podgoršek (*1978), podjetnik in politik
- Desha Podgoršek (1899 - 1980), ameriška plesalka, umetniški model slovenskega rodu
- Feliks Podgoršek, gradbenik, asfalter
- Franc Podgoršek, bobnar
- Gothard Podgoršek (1866 - 1917), frančiškanski kronist
- Heli Podgošek (1943 - 2011), amaterski filmski ustvarjalec, organizator
- Janko Podgoršek (*1970), atlet
- Jože Podgoršek (*1974), agrarni ekonomist in politik
- Marjan Podgoršek (1920 - 1994), knjigar, antikvar (vodja Trubarjevega antikvariata)
- Marjetka Podgoršek Horžen, pevka sopranistka, zborovodkinja
- Mojiceja Podgoršek (*1964), pisateljica, bibliotekarka, kulturologinja (učiteljica)
- Saša Podgoršek, lektorica za nemški jezik, doc. FF UL
- Sašo Podgoršek (*1964), filmski režiser
- Simon Podgoršek, vizulani umetnik
- Staša Podgoršek (*1964), lokostrelka
- Špela Podgoršek, zborovodkinja
- Veronika Podgoršek (Veronika Seles) (*1980), psihologinja, partnerska terapevtka
- Viljem Podgoršek (*1957), geograf in zgodovinar, pedagog, zbiralec kamnin in fosilov
- Vinko Podgoršek (1914 - 1994), dramski in filmski igralec